# Victor von Podbielski (homme politique, 1844)
Victor Adolf Theophil von Podbielski, également Viktor von Podbielski (né le 26 février 1844 à Francfort-sur-l'Oder et mort le 21 janvier 1916 à Berlin) est un lieutenant général prussien, ministre d'État de l'Agriculture, des Domaines et des Forêts et secrétaire d'État de la Poste du Reich.

## Famille

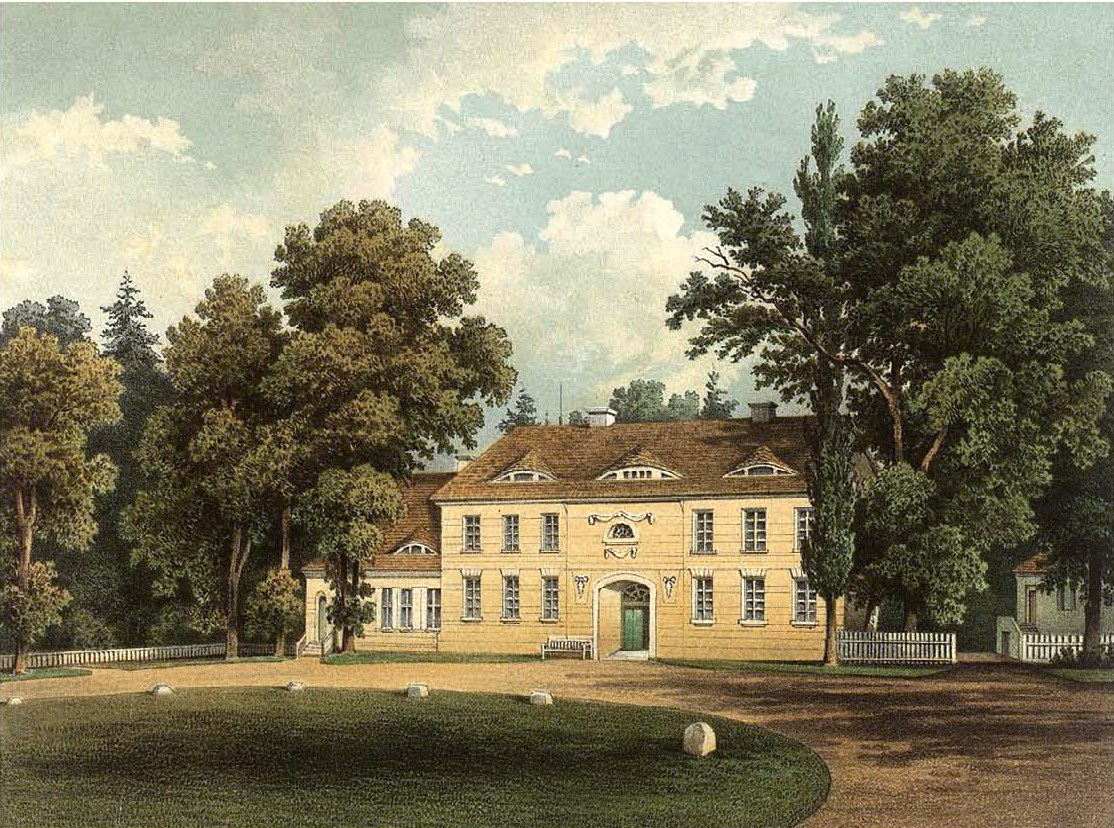
Manoir de Bootz vers 1864/65, Collection Alexander Duncker

Victor est issu de l'ancienne famille noble Podbielski. Il est le fils du général de cavalerie Theophil von Podbielski (1814-1879), et de son épouse Agnes née von Jagow (1823-1887).
Podbielski se marie le 5 mai 1891 au manoir de Buschow dans l'arrondissement d'Havelland-de-l'Ouest, avec Margarete von Twardowski (né le 18 août 1869 à Hanovre et mort le 7 juin 1951 à Villingen). Elle est la fille de Fritz von Twardowski (1839-1870), premier lieutenant prussien et commandant de compagnie dans le 3e régiment à pied de la Garde pendant la guerre franco-prussienne, et sa femme Hedwig, née von Blücher (1849–1921). Il est propriétaire terrien des domaines de Dallmin, Bootz et Streesow avec Wittmor (aujourd'hui dans l'arrondissement de Prignitz). Ses possessions comprennent environ 1 700 hectares de terres.

## Carrière militaire

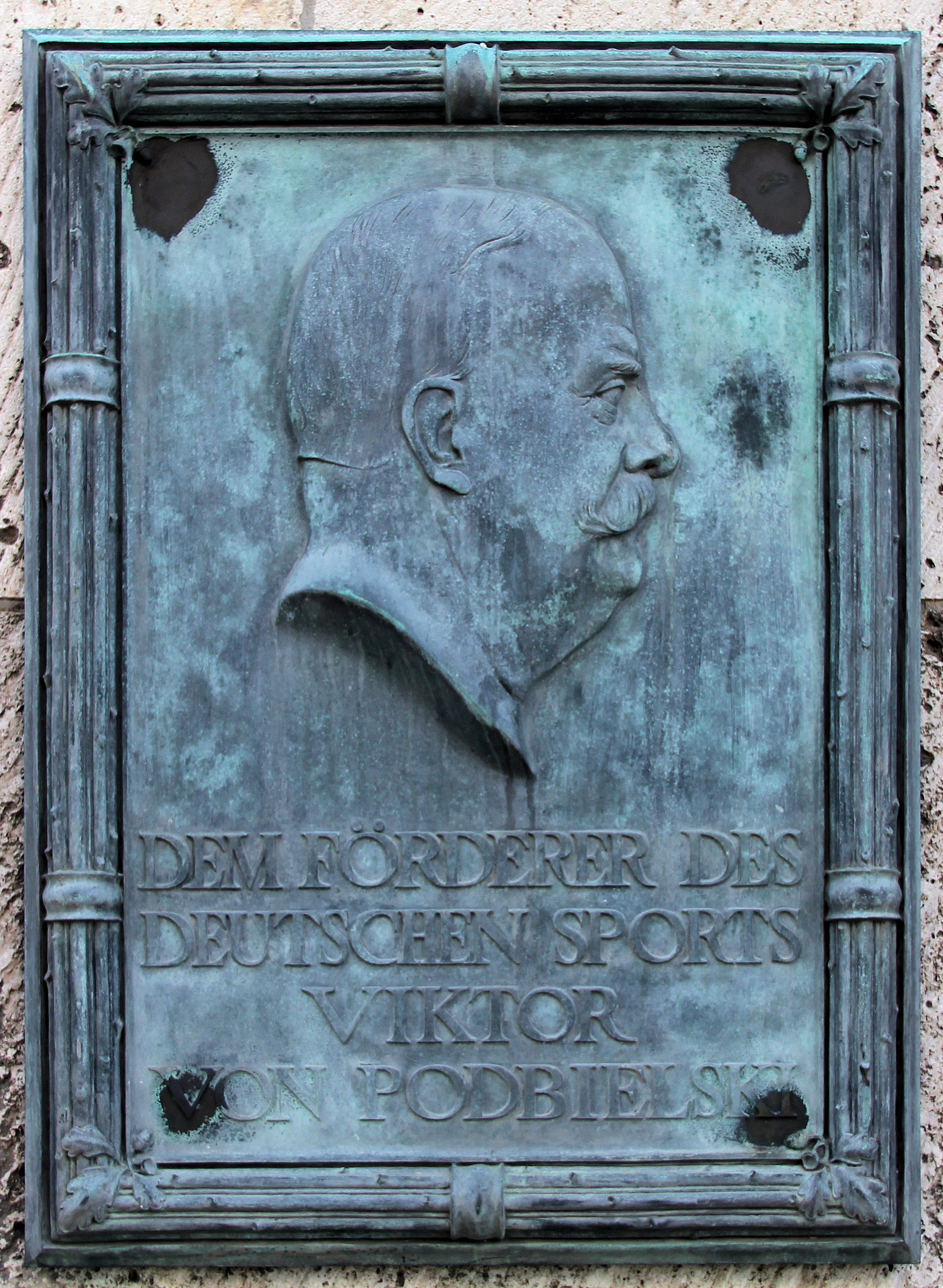
Plaque commémorative au stade olympique de Berlin, à Berlin-Westend

Podbielski reçoit sa formation préalable au lycée Frédéric-Guillaume de Berlin et plus tard à l'école des cadets. En 1862, il entre au 11e régiment d'uhlans (de) de l'armée prussienne.
Pendant la guerre contre la France, Podbielski sert comme officier à l'état-major du 10e corps d'armée en 1870/71. De 1885 à 1890, il commande le 3e régiment de hussards à Rathenow, puis prend la tête de la 34e brigade de cavalerie (de) à Metz. À ce titre, il est promu général de division.

## Activité civile
Il hérita de son père le domaine de Dallmin dans la Prignitz-de-l'Ouest, où il fait partiellement redécorer dans un style historiciste l'intérieur de la noble maison de maître, dont la structure de base baroque, encore conservée aujourd'hui, date de l'époque de la famille von Jagow (vers 1800). Au cours de sa période de propriété, vers 1900, il fait reconstruire presque tous les bâtiments agricoles du domaine en dur, ainsi que de nombreuses maisons de journaliers et le presbytère. Dans les paroisses environnantes de Strehlen et Postlin, il encourage la reconstruction des églises vers 1910. À Dallmin même, il fonde l'usine d'amidon qui produit encore aujourd'hui. En 1891, il est exempté de service et promu lieutenant-général en 1896, après avoir été élu député de son arrondissement de Prignitz-de-l'Ouest (de) au Reichstag en 1893. Il s'y engage pour le Parti conservateur allemand.
Après le décès du secrétaire d'État Heinrich von Stephan, Podbielski est nommé à la tête de la poste du Reich le 1er juillet 1897 et devient conseiller privé effectif en 1898. Par plusieurs réformes, il contribue au développement du système postal. La Norddeutsche Seekabelwerke (de) nommé le premier poseur de câbles allemand Von Podbielski (de), qui entre en service en 1900, en son honneur.
En mai 1901, Podbielski est nommé ministre prussien de l'Agriculture. Il démissionne en novembre 1906 car il est impliqué dans une affaire de corruption en rapport avec l'équipement de la Schutztruppe. À partir de 1909, ses marchandises approvisionnent la chaîne de grands magasins Hermann Tietz (de).
Après cela, Podbielski consacre son activité au sport. En 1909, il devient président du Comité de l'Empire allemand pour les Jeux Olympiques (DRAfOS) et dirige l'équipe olympique allemande aux Jeux Olympiques de Stockholm en 1912. En tant que membre du conseil d'administration de l'Union-Klub pour les courses de chevaux, il joue un rôle clé dans la création de l'hippodrome de Grunewald (de) en 1909 et obtient le financement du stade allemand construit à l'intérieur de l'hippodrome et achevé en 1913, puis à Grunewald sur le site de stade olympique d'aujourd'hui. Les Jeux olympiques de 1916 devaient s'y tenir, mais sont annulés en raison de la Première Guerre mondiale. Un chêne distinctif situé dans le stade est planté à l'occasion de son 70e anniversaire et nommé Podbielskieiche en sa présence en 1914. Un chêne est planté dans le stade Ostmark (de) de Francfort-sur-l'Oder et porte également son nom.
on enterrement en 1916 dans le cimetière familial à côté de l'église de Dallmin montre l'extraordinaire popularité de l'homme d'État et écuyer de campagne dans les milieux judiciaires et politiques, ainsi que dans la fonction publique, l'armée et la population. La Podbielskiallee, la station U-Bahn du même nom sur la ligne U3 à Berlin-Dahlem et la Podbielskistraße (de) à Hanovre portent son nom, tout comme un navire (et récemment une rue à Postlin). Un relief en bronze avec un buste en uniforme de hussard est érigé à Dallmin, et la famille du pasteur Peter Stiewig, en particulier, est responsable de son entretien dans les années 1980 et 1990. Une traîne de cour de son épouse datant de l'époque des grandes cours de la cour impériale (vers 1900) est exposé au musée du château de Wolfshagen en 2008.